# Cementiri Municipal de Girona
El Cementiri Municipal de Girona és un recinte funerari de Girona que forma part de l'Inventari del Patrimoni Arquitectònic de Catalunya.

## Descripció
L'organització estructural i principis estilístics que trobem en el cementiri gironí semblen anar lligats al desenvolupament de les formes artístiques a la ciutat. Així, de la mateixa forma que l'urbanisme del segle xix ordena geomètricament carrers i places, els nínxols del cementiri presenten una composició en sèrie que recorda les cases de lloguer de l'època; tanmateix el neoclassicisme, estil d'una gran acceptació durant el segle passat, troba el seu ressò en la capella que domina el recinte, de la que destaca l'interior. És especialment notable la tanca d'entrada.
Fruit de l'espiritualitat i posició social dels difunts es construïren interessants tombes, com les de Josep Carratalà, de la família Muxach, de Pablo Bosch, de la família Salieti, etc. La majoria d'elles tenen referències als estils medievals, en especial al gòtic, juntament amb les constants al·lusions a la iconografia funerària de tradició judeocristiana. Dins el conjunt de làpides noucentistes sobresurten les dels Fagnoli, els Creuhet, els Colomer, etc.

### Capella
Capella neoclàssica de planta circular construïda el 1851. Presenta una façana d'ordre dòric, estructurada amb quatre columnes de pedra, capitells, àbac quadrat, el fris i l'entaulament, i el frontó amb timpà. L'interior és amb columnes perimetrals a manera de templet. Ocupa el fons de l'eix central que comunica amb el portal d'accés al cementiri, per tant es fa visible des de l'exterior.

### Sarcòfag de la Família Muxach
Sarcòfag aïllat fet amb pedra de Girona, de planta rectangular, situat en un lloc preeminent de l'eix viari principal del Cementiri Municipal. El conjunt fou construït l'any 1865, tal com consta a la part superior. El disseny és degut a Esteve Muxach i el construïren Espel i J. Salas. En ell s'hi guarden les restes de Josep Muxach, paleta condecorat amb la Creu del Setge de Girona de 1809, veterà d'aquella guerra, mort el 1862 als 85 anys. També hi ha restes de la seva esposa i de la seva filla i les de Esteve Muxach, que era Comendador de Carles III, Cavaller d'Isabel la Catòlica, mort l'any 1895 als 77 anys.
Les restes humanes descansen en diferents apartats de la part superior del conjunt. Cada tomba presenta una làpida que ocupa una de les obertures amb arc de mig punt i columnes amb capitells corintis. El conjunt és coronat amb arquets i la coberta és de ciment, apuntada. Originàriament hi havia hagut una creu a la part superior.

### Panteons
Quatre panteons estructurats a manera de petites capelles, situats a les cantonades d'un recinte de nínxols que defineixen una placeta quadrada. La planta de l'espai interior que defineixen en cada cas és de forma romboïdal, amb un portal d'accés de peces de pedra i reixes de ferro forjat. Les cobertes formen cúpules, acabades exteriorment amb materials diferents (escates ceràmiques, ciment).
Un panteó és propietat d'Emilia Comadira, Vda. De Josep Llens, tal com consta en el lloc inscrit. En ell és interessant el sistema d'il·luminació zenital per petits punts situats a les cantonades de la coberta acabada amb peces en forma d'escates de peix vidriades. Un altre pertany al "Capítulo Gerundense Eclesiae" que conté a l'interior un altar i pintures deteriorades a les parets. Una altra porta presenta la inscripció "A Josep Martí" i és de 1886 i finalment n'hi ha un dels "R.P. Beneficiarios de la Catedral", de 1925.

### Tomba Bosch Moré
Sarcòfag construït amb alabastre. Presenta un altar paral·lelepipèdic que fan de base al cofre que hi ha al damunt. El cofre és el lloc on es dipositen les restes humanes. El conjunt és ornat amb baixos relleus de caràcter neogòtic. A la part superior hi ha una creu. En el sarcòfag hi consta el text següent: "Aquí yacen los restos de Pablo Bosch i Moré, falleció el 12 de agosto de 1849. Sus cenizas en paz descansan y su alma goce de la gloria eterna". L'autor del disseny fou J.O. Mestres eñ 1859 i el que l'esculpí va ser Vicent Estrada, fill. Hi és enterrat, també, Laureà Figuerola, segon marit de l'esposa de Bosch Moré.

### La Creu Bonica
Creu de terme amb peces de pedra elaborada per Agustí Sala el 1723. Presenta un basament més ampla la columna estriada i el cos de la creu de gust enderrocat, amb una volum a la part inferior amb diferents personatges. Originàriament aquesta creu estava situada a l'entrada del carrer de la Rutlla i també era coneguda pel nom de la "dels gitanos", perquè segons Antoni Simón acostumaven a reunir-s'hi per menjar. L'any 1852 la creu fou traslladada al Cementiri Municipal. En ella hi consta el text següent: "Hoc signum crucis frit in celo cu dominus ad judicandum venerit".

### Panteó de la Família Estibalca
Construcció aïllada de planta quadrangular que conté les restes de diferents familiars. És fet amb peces de marbre i pedra. L'element diferenciador més remarcable és l'àngel, situat en una banda de la façana principal. Una creu llatina situada en el punt més alt presideix el conjunt. Hi ha diferents elements ornamentals (motllures, elements florals, etc). En ell hi consta que la propietat és de la viuda Sra. Laura de Ballestes i Pérez. Realitzada a finals del segle xix.

### Panteó del Governador Militar
El conjunt és format per un basament paral·lelepipèdic, sobre el qual descansa una pilastra hexagonal que suporta el volum de la tomba situat al damunt, a manera d'urna. És construït amb pedra de Girona. Al lateral hi ha una làpida de marbre afegida posteriorment a la construcció. La tomba dona cabuda a les restes mortals del Governador Militar de Girona José Carratalà i fou construïda l'any 1830. També conté les restes d'altres militars enterrats posteriorment.

### Panteó familiar
Sarcòfag aïllat situat en el centre d'un espai rectangular delimitat per pisos de nínxols en el seu perímetre. El conjunt de la construcció és de planta quadrada i presenta tres tombes amb diferents làpides a terra, on hi consten els escuts nobiliaris dels enterrats. Al centre un cos més elevat fa de suport a una creu i constitueix l'element més representatiu. Una barana de ferro forjat recorre tot el perímetre. La construcció és feta amb pedra de Girona. Segons consta a la inscripció hi ha enterrats Josep Florejachs, Dolors de Foxà de Miquel i tres més al terra.

### Tanca exterior
El 1917 l'Ajuntament de Girona llançà un concurs per trobar un arquitecte per a la tanca exterior. En va sortir guanyador Rafael Masó i Valentí. Del seu projecte no s'arribà a construir la porta i des de la construcció el 1919, amb els anys s'hi han fet diverses manipulacions que han "desvirtuat" el projecte original. La tanca té un fris de ceràmica vidiriada realitzat a La Gabarra i elements decoratius en terrissa negra, fets a Can Marcó. Els relleus de perdre del sòcol -dibuixats per Masó- foren realitzats per un picapedrer amb la intenció que "fossin rústics i ingenus".L'actual façana és la neoclàssica antiga.
Paret de tanca que ocupa tota la façana del cementiri al llarg dels seu traçat paral·lel a la carretera de Sant Feliu. S'estructura amb dos pavellons d'habitatge situats als extrems, un per a l'enterramorts i l'altre pel capellà. A la part central hi ha la portalada d'accés a l'interior. La resta és un mur cec construït amb peces de pedra de Girona i un fris de peces ceràmiques que recorre el conjunt per la part superior. Alguns elements escultòrics de caràcter simbòlic són col·locats en diferents indret del mur. Els pavellons dels extrems combinen les argerates grises de Quart, la pedra de Girona i la ceràmica vidriada de la bisbal. El projecte fou guanyador d'un concurs que convocà l'Ajuntament per tancar el Cementiri.
L'autor realitza el tancament com s'hi es tractés d'un poema estructurat en tres parts: Origen de la Mort; Actuació de la mort; Fi o destrucció de la Mort. La primera part ocupava la tanca esquerra, la segona corresponia a la porta central i la tercera a la dreta. La dues casetes, una a cada cap, quedarien fora del poema i del programa simbòlic. La porta d'accés al recinte, que ocupa la part central no és la del projecte, sinó que ja existia abans. La porta prevista en el projecte no s'arribà a construir. En no construir-se la porta, el nucli o desenllaç: la mort de l'home, es fa il·legible la totalitat com a poema. Projectada per Rafael Masó i Valentí el 1917, va ser realitzada el 1919.
La tanca té un fris de ceràmica vidiriada realitzat a La Gabarra i elements decoratius en terrissa negra, fets a Can Marcó. Els relleus de perdre del sòcol -dibuixats per Masó- foren realitzats per un picapedrer amb la intenció que "fossin rústics i ingenus".

## Història
L'origen del cementiri s'ha de veure en l'Ordre de Carles III prohibint, per raons sanitàries i urbanístiques, enterrar en els cementiris annexos a les esglésies, i ordenant la construcció de nous recintes als afores de les ciutats. A la pràctica la norma només es dugué a terme durant el primer terç del segle xix, moment al qual correspon la primera ordenació del cementiri gironí (1821-1829). Fou la burgesia gironina qui imposà les formes artístiques, des dels nínxols seriats fins a les tombes individuals o familiars, des del neoclàssic fins al neomedievalisme o noucentisme, convertint-se així en el transcurs dels anys en el seu principal organitzador i constructor.
Aquest model de capella recorda, sobretot la façana, d'altres capelles de cementiris neoclàssics com els de Mataró o el cementiri vell de Barcelona. El 1829 s'erigí el cementiri municipal.

## Persones conegudes enterrades
Entre les persones enterrades, hi ha, per ordre cronològic de la data de mort:
- Maria Gay i Tibau (Llagostera, 24 d'octubre de 1813 - Girona, 18 de març de 1884), fundadora de la congregació de les Germanes de Sant Josep de Girona.
- Bru Barnoya i Xiberta (Girona, 15 de maig de 1808 - Girona, 9 de febrer de 1888), arquitecte.
- Laureà Figuerola i Ballester (Calaf, Anoia, 4 de juliol de 1816 - Madrid, 28 de febrer de 1903), economista i polític, creador de la pesseta. Al panteó Bosch Moré, primer marit de la seva esposa.
- Rafael Masó i Valentí (Girona, 16 d'agost de 1880 - Girona, 13 de juliol de 1935), arquitecte.
- Carles Rahola i Llorens (Cadaqués, 28 de juny de 1881 - Girona, 15 de març de 1939), periodista, escriptor, historiador i polític.
- Josep Ensesa i Pujadas (Sarrià de Ter, 12 d'octubre de 1865 – Barcelona, 28 de febrer de 1940), industrial.
- Joaquim Pla i Cargol (Girona, 5 de novembre de 1881 - Girona, 22 d'abril de 1978), editor, llibreter, publicista, erudit i cronista oficial de Girona.
- Xavier Cugat i Mingall (Girona, 1 de gener de 1900 - Barcelona, 27 d'octubre de 1990), músic, dibuixant i estrella del cinema.
- Miquel Gayolà i Gardella (Girona, 28 de febrer de 1901 - Girona, 29 de juliol de 1996), manyà, obrer metal·lúrgic, dirigent sindical i polític comunista.
- Juan José Moreno Cuenca, àlies El Vaquilla (Barcelona, 19 de novembre de 1961 - Badalona, 19 de desembre de 2003), delinqüent.
- Carmel Rosa Baserba (Barcelona, 1912 - Banyuls de la Marenda, 16 de novembre de 2006), activista polític català.
- Antònia Adroher i Pascual (Girona, 22 de juny de 1913 - Banyuls de la Marenda, 15 de setembre de 2007), mestra i activista política catalana, fundadora del POUM.